# Melanchroia corvaria
Melanchroia corvaria är en fjärilsart som beskrevs av Fabricius 1787. Melanchroia corvaria ingår i släktet Melanchroia och familjen mätare. Inga underarter finns listade i Catalogue of Life.